# Taggy Tones
Taggy Tones er et dansk band rockabillyband bestående af af Emil Øelund, Jakob Øelund og Jess Møller Rasmussen

## Historie
Gruppen blev dannet i 1989 af Jess Møller Rasmussen og Rene Karlsson. De fik Laurent Paris til at spiller leadguitar, og Jakob Øelund på trommer. Rasmussen spillede guitar og Karlsson kontrabas.
Laurent, der oprindelig var fra Frankrig, besluttede sig for at flytte tilbage, og i stedet fik de Margrethe Bjørklund fra Darleens med som guitarist. Da hun forlod bandet igen kom Laurent tilbage.
Deres debutalbum, Viking Attack, udkom i 1992. Året efter udkom Lost In The Desert.
I december 2000 forlod Laurent og Karlsson bandet. Øelund overog bassen, og de fik et ny medlem ved navn Frank. Øelund bragte også sin bror, Emil Øelund, med ind i bandet som ny leadguitarist.
I 2003 udav de Rockin', som modtog tre ud af seks stjerner i musikmagasinet GAFFA. I 2008 udkom Rollin' der kun fik to ud af seks stjerner i GAFFA.

## Diskografi
- The Taggy Tones (1992)
- Lost In The Desert (1993)
- Stayin' At Heartbreak Hotel (1996)
- 2002 Recordings (2002)
- Rockin' (2003)
- Rollin' (2008)